# Jahorina
Jahorina er et bjerg i De dinariske alper centralt i Bosnien-Hercegovina i området Republika Srpska. Det ligger lige sydøst for Sarajevo ved siden ag bjerget Bjelašnica. Jahorina er 1.913 meter højt. 
Som de øvrige bjerge omkring Sarajevo er Jahorina et populært turiststed med tilbud om mange forskellige vinteraktiviteter, i tillæg til vandrestier for fod- og skiturer. Bjerget har over 40 km med skistier i tillæg til moderne faciliteter. Under Vinter-OL 1984 blev flere af øvelserne arrangeret her. 